# اسکات فولی
اسکات فولی (انگلیسی: Scott Foley؛ زادهٔ ۱۵ ژوئیهٔ ۱۹۷۲) یک هنرپیشه اهل ایالات متحده آمریکا است. وی از سال ۱۹۹۵ میلادی تاکنون مشغول فعالیت بوده‌است.
از فیلم‌ها یا برنامه‌های تلویزیونی که وی در آن نقش داشته‌است می‌توان به جیغ ۳، یگان و زمان دزدی اشاره کرد.